# Chris Moleya
Christopher Moleya (27 gennaio 1997) è un altista sudafricano.

## Palmarès
| Anno | Manifestazione      | Sede        | Evento        | Risultato | Prestazione | Note |
| ---- | ------------------- | ----------- | ------------- | --------- | ----------- | ---- |
| 2015 | Giochi panafricani  | Brazzaville | Salto in alto | Bronzo    | 2,22 m      |      |
| 2016 | Campionati africani | Durban      | Salto in alto | 6º        | 2,00 m      |      |
| 2016 | Mondiali U20        | Bydgoszcz   | Salto in alto | 11º       | 2,18 m      |      |
| 2018 | Campionati africani | Asaba       | Salto in alto | Argento   | 2,26 m      |      |